# بارمکن

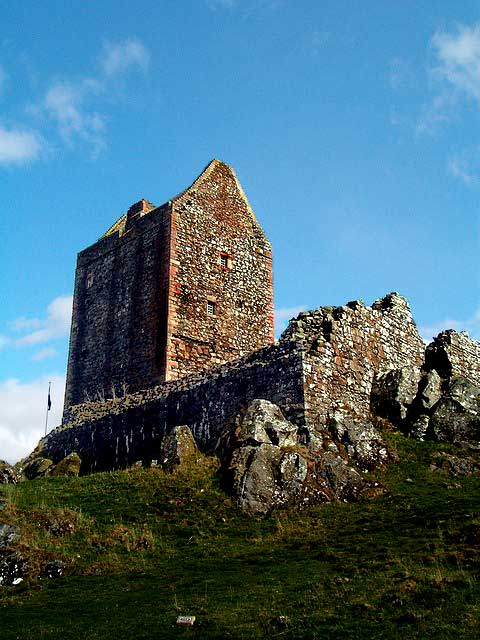
برج اسمایهولم، بارمکن در پیش‌زمینه دیده می‌شود.

بارمکن (Barmkin یا barmekin یا barnekin) واژه‌ای اسکاتس است که به گونه‌ای از استحکامات دفاعی قرون وسطایی اشاره دارد که معمولاً در اطراف قلاع کوچک، خانه‌های برجی، و برج‌های پیل در اسکاتلند و شمال انگلستان ساخته می‌شد. گفته می‌شود که ریشه‌شناسی این واژه به واژهٔ باربیکن (به معنای برج‌وبارو) می‌رسد.
بارمکن‌ها شامل چند بنای جانبی می‌شد و می‌توانست برای محافظت از احشام استفاده شود.
از نمونه‌های بارمکن می‌توان به حصار قلعه هالتون و  دژ کریچتون اشاره کرد.